# Glazov
Glazov (tiếng Nga: Глазов) là một thành phố Nga. Thành phố này thuộc chủ thể Cộng hòa Udmurt. Được thành lập vào năm 1780 như một điểm định cư của Udmurt, gần sông Cheptsa. Các hoạt động công nghiệp bao gồm cưa gỗ, chế biến gỗ, gia công kim loại và chế biến thực phẩm. Glazov có một trường sư phạm và một trường cao đẳng nông nghiệp.

## Dân số
Thành phố có dân số 100.894 người (theo điều tra dân số năm 2002). Đây là thành phố lớn thứ 64 của Nga theo dân số năm 2002.

## Vị trí địa lý
- Kinh độ: 52,6464° hoặc 52° 38' 47" đông
- Vĩ độ: 58,1401° hoặc 58° 8' 24" bắc
- Độ cao: 151 mét (495 feet).[2]